# Melanochyla fasciculiflora
Melanochyla fasciculiflora är en sumakväxtart som beskrevs av K.M. Kochummen. Melanochyla fasciculiflora ingår i släktet Melanochyla och familjen sumakväxter. Inga underarter finns listade i Catalogue of Life.